# 永豐商業銀行

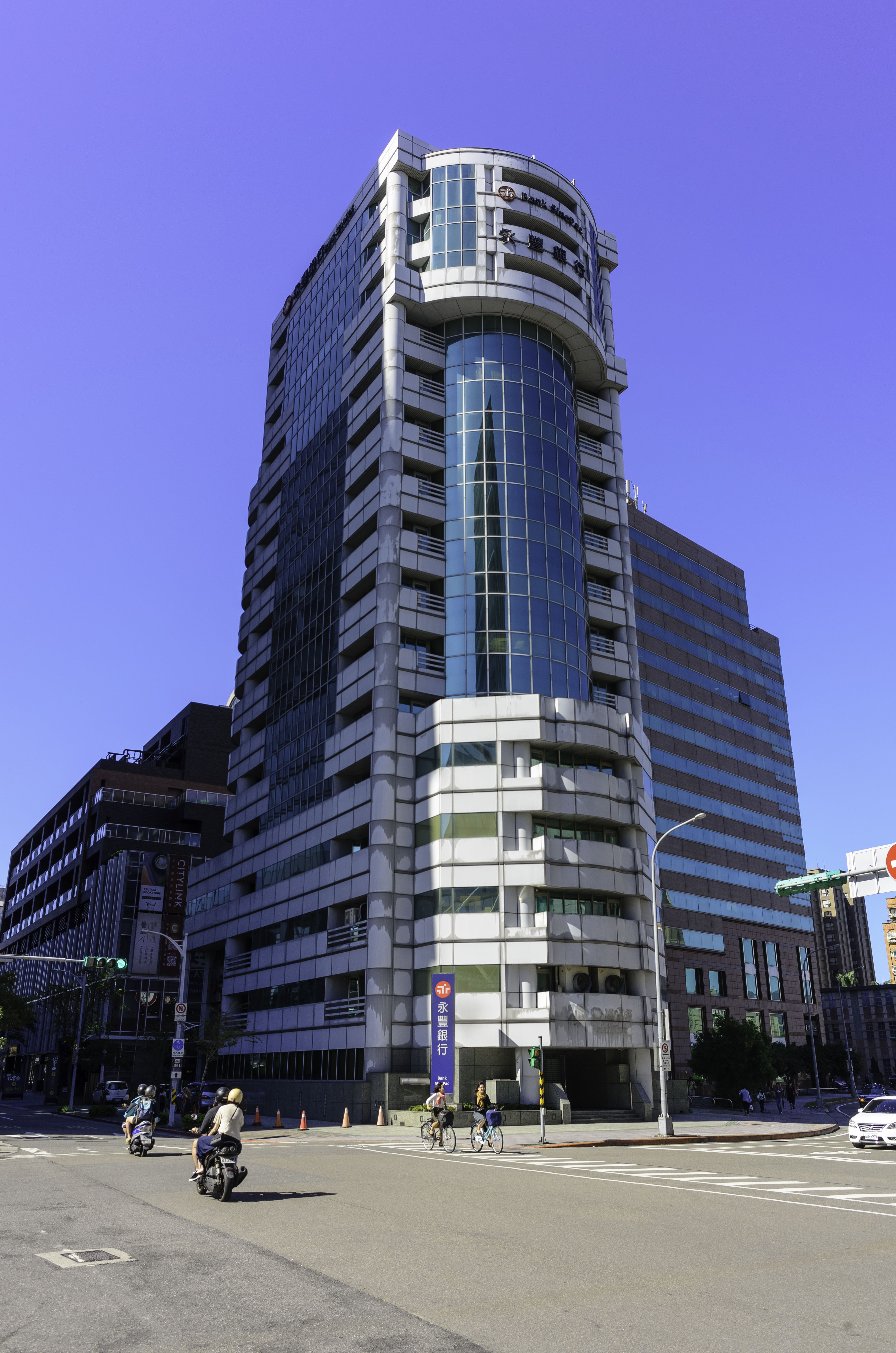
永豐銀行松山作業大樓

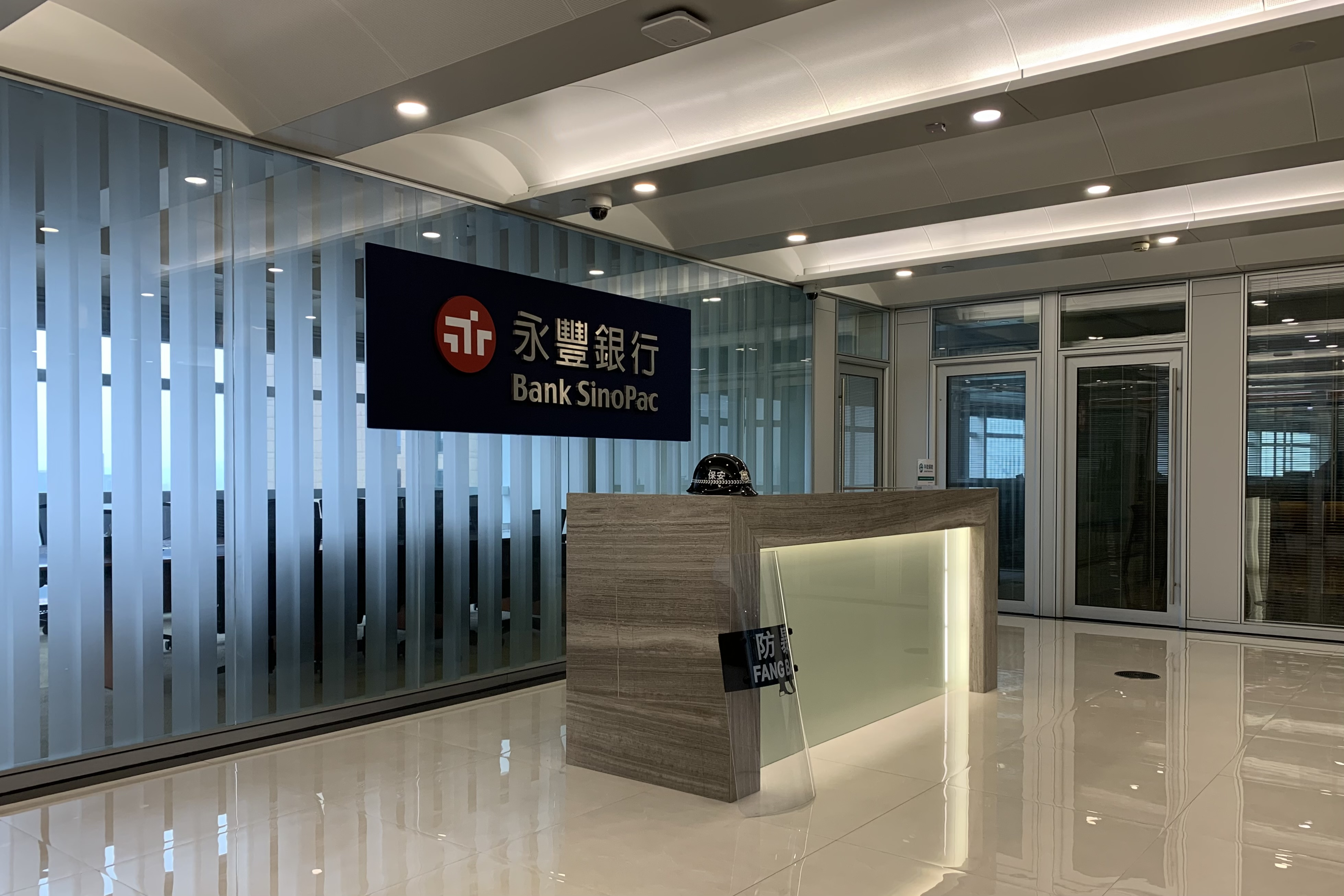
永豐銀行（中国）廣州分行

永豐商業銀行，簡稱永豐銀行，為臺灣的一家大型商業銀行，屬永豐金融控股公司100%持股的子公司。在台湾設有125家分行（含營業部），在海外設有分支機構或辦事處。

## 發展歷史

### 華信商業銀行
- 永豐商業銀行前身為成立於1992年1月28日的「華信商業銀行」，英文名稱為「Bank SinoPac」，最初在發起成立時規畫主要股東包括：盧正昕為首的平林公司、潤泰集團、東南鹼業及東帝士關係企業。但由於中國國民黨原計畫籌辦「大華商業銀行」遭輿論批評，因此決定改參與投資華信銀行，並佔有15%的股權。[2]

- 1999年5月15日，協和國際多媒體與華信商業銀行合作發行的信用卡「《青澀寶貝》星座卡」於臺北市信義計畫區華納威秀影城中庭廣場舉辦發表會，全套12張，是臺灣第一套美少女遊戲信用卡[3]。

- 2000年，華信商業銀行推出整合存款、貸款、證券、信託等產品之「投資管理帳戶」（Money Management Account；MMA），把帳戶從「分散各處」轉為「集中管理」，讓客戶能在同一帳號中同時處理多種金融服務。

### 建華商業銀行
- 2002年5月9日，華信商業銀行與建弘證券、金華信銀證券共同以股份轉換方式成立建華金融控股公司[4]，成為建華金控百分之百持股的子公司；華信商業銀行並在2002年6月20日更名為「建華商業銀行」，英文名稱仍為「Bank SinoPac」，企業識別標誌由蕭文平設計。

- 2003年，建華銀行推出「洲際管理帳戶」（CrossPacific Account；CPA），為企業提供突破時空限制的跨洲資金調度與融資。

### 永豐商業銀行
- 2006年7月20日，建華金融控股公司更名為「永豐金融控股公司」；同年11月13日，建華商業銀行與同屬永豐金控的台北國際商業銀行合併，合併後成為存續公司，同時再度更名為「永豐商業銀行」，英文名稱仍為「Bank SinoPac」[5]。
- 2009年6月1日，同為永豐金控子公司的「永豐信用卡」（原「華信安泰信用卡」→「安信信用卡」）併入永豐銀行。
- 2013年9月，永豐銀行推出第三方支付服務品牌「豐掌櫃」，提供網路代收付[6]。因應電子支付機構管理條例相關規範修訂，已經於2022年6月30日終止服務。
- 2014年3月13日，永豐銀行子公司「永豐銀行（中國）有限公司」在中國大陸南京市開業，是臺灣金融機構在中國大陸設立的第一家法人銀行[7]。
- 2016年7月，永豐銀行擬出售位於美國加州的遠東國民銀行（英语：Far East National Bank）（SWIFTCODE碼：FENBUS6L），交易金額114億元臺幣，預計收益達20.62億元臺幣[8]。2017年7月，獲主管機關核准，同月完成交割。
- 2019年5月1日，同為永豐金控子公司的「永豐客服科技」併入永豐銀行。
- 2019年6月，永豐銀行推出數位帳戶「大戶DAWHO」，整合存款、基金、外匯、信用卡等多項核心功能。
- 2019年8月1日，永豐銀行旗下「永豐人身保險代理人」、「永豐金財產保險代理人」併入永豐銀行。
- 2020年2月，永豐銀行簽署赤道原則，成為本國銀行中第6家、全球第102家赤道銀行[9]。
- 2021年5月，永豐銀行成為台灣首家發行社會責任債券（Social Bond）的銀行[10]。
- 2023年5月，永豐銀行成為台灣首家提供線上開立企業帳戶服務的本國銀行業者，推出企業「雲端開戶自由選」。[11]
- 2024年5月，永豐銀行宣布分三階段收購柬埔寨第一大微型銀行Amret[12]。2025年1月完成第一階段交割，將Amret納為子公司。
- 2025年10月，永豐金控與京城銀行的合併案，雙方已於2025年4月上旬將申請文件送交金管會，預計於10月完成合併，屆時京城銀行股票將下市，正式納入永豐金控旗下，成為其100%持股的子公司，後續整併計畫則預定於2026年第4季完成，屆時京城銀行將與永豐銀行合併為單一法人。

## 組織
公司组织架构如下：
- 股東會
- 董事會
  - 董事會秘書處
  - 稽核處
  - 董事會授信委員會
  - 審計委員會
- 董事長
  - 風險管理委員會
- 總經理
  - 總經理辦公室
  - 經營委員會
  - 資產負債管理委員會
  - 授信及投資審查委員會
  - 信託財產評審委員會
  - 人事評議委員會
  - 防制洗錢委員會
  - 公平待客推動委員會

- 法金授信風險管理處
- 風險管理處
- 法令遵循處
- 法務處
- 人力資源處
- 行政處
- 綜合企劃處
- 資訊安全處
- 會計處
- 財務管理處
- 信託處
- 金融市場處
- 法金商品與海外督導
  - 法人金融處
  - 海外業務處

- 零售商品督導
  - 零售金融處
  - 零售管理處
  - 財富金融處
- 法金業務督導
  - 大型法金業務處
  - 不動產業務區
  - 中小型法金業務處
- 零售業務督導
  - 零售業務區
- 資訊、數位及作業督導
  - 資訊處
  - 作業處
  - 數位金融處

## 外部連結
- 官方网站
- 永豐商業銀行的Facebook專頁